# Teppichreiniger (Reinigungsmittel)
Ein Teppichreiniger ist ein Reinigungsmittel zum Reinigen von Teppichen. Reinigungsschaum für Teppiche und Polster wird aufgesprüht, eingebürstet und nach dem Trocknen abgesaugt. Extraktionsreiniger binden mit Hilfe verschiedener Tenside kleinste Verschmutzungen und sorgen so für gründliche Reinigung. Es gibt sie in Form von Pulver oder flüssig, auch zum Sprühen, meist maschinell eingesetzt.